# Robert Rumas

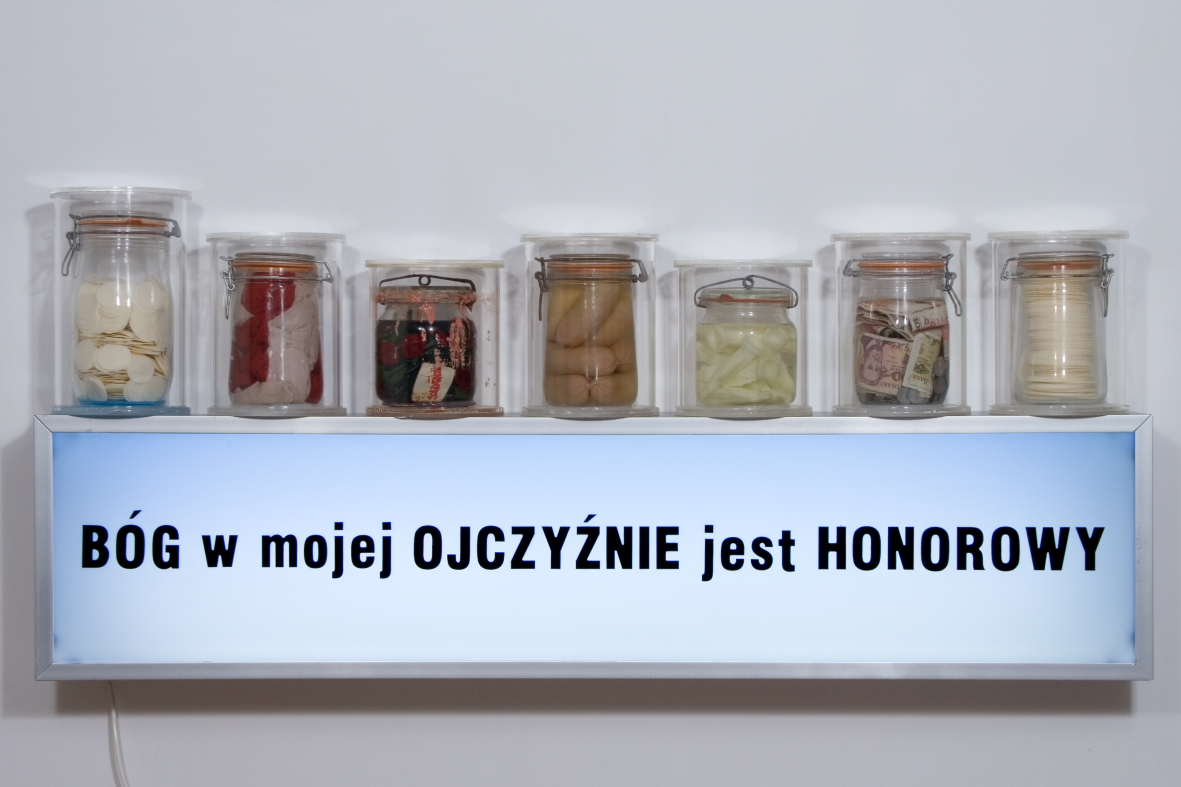
B.H. i O. (BÓG w mojej OJCZYŹNIE jest HONOROWY), Zachęta, Warszawa

Robert Rumas (ur. 1966 w Kielcach) – polski artysta wizualny i kurator sztuki związany z nurtem sztuki krytycznej.

## Życiorys
W latach 1987–1991 studiował na Wydziale Malarstwa Państwowej Wyższej Szkoły Sztuk Plastycznych w Gdańsku. Jako kurator wystaw współpracował z Galerią Wyspa w Gdańsku (1988–1990), Państwową Galerią Sztuki w Sopocie (1993–1995), Nadbałtyckim Centrum Kultury w Gdańsku (1996–2001), Centrum Sztuki Współczesnej „Łaźnia” w Gdańsku (2000–2003) oraz Centrum Sztuki Współczesnej „Znaki Czasu” w Toruniu. Tworzy instalacje, performance i akcje w przestrzeni publicznej. W swojej twórczości często wykorzystuje obiekty kultu religijnego, umieszczając je w niereligijnym kontekście, np. figury Matki Boskiej i Chrystusa zanurza w akwariach.
Do najgłośniejszych projektów Rumasa należą Termofory X 8 oraz Manewry miejskie. Termofory X 8 to projekt zrealizowany w roku 1994. Rumas wykorzystał w nim osiem figur Chrystusa i Matki Boskiej, rozkładając je na Długim Targu w Gdańsku i przygniatając dużymi foliowymi workami wypełnionymi wodą. Przypadkowi przechodnie "uwolnili" figury, zanosząc je do pobliskiego kościoła. Projekt Manewrów miejskich powstał w roku 1998, a od 2000 jest realizowany w różnych miastach (Gdańsk, Kraków, Baden Baden, Chicago, Tallinn, Wilno, Szczecin). Polega on na umieszczaniu w przestrzeni miejskiej specjalnie zaprojektowanych tablic przypominających znaki drogowe. Tablice te informują, gdzie można kupić narkotyki, zostać pobitym, modlić się, uprawiać seks, dać łapówkę, spotkać kibiców, powiesić się itp., stanowiąc tym samym ironiczną ingerencję w przestrzeń miasta. Mieszka w Gdańsku.

## Wystawy indywidualne
- Wątki, Państwowa Galeria Sztuki, Sopot, 1993
- Gesty, Galeria Zderzak, Kraków, 1993
- Ltd, Zachęta, Warszawa, 1998
- Manewry miejskie, Galeria Zderzak, Kraków, 1998
- Calendar, The Polish Institute, Leipzig, 2001
- Plain Air, Kunsthalle, Wiedeń, 2002
- Recycling, Galeria dla..., Toruń, 2006
- Alokacja, Pracownia Kultury Miejskiej w Browarze we Wrzeszczu, Gdańsk, 2008

## Nagrody i wyróżnienia
- Stypendium Fundacji im. Stefana Batorego (1993)
- Stypendium Pollock-Krasner Foundation w Nowym Jorku (1998)
- Stypendium Fundacji Kultury (1999, 2002)
- Stypendium Prezydenta Miasta Gdańska (2001)
- Nagroda Prezydenta Miasta Gdańska w Dziedzinie Kultury za całokształt pracy artystycznej (2002)[4]
- Nagroda Gdańskiego Towarzystwa Przyjaciół Sztuki (2003)
- Stypendium Marszałka Województwa Pomorskiego (2003)
- Stypendium Ministerstwa Kultury i Dziedzictwa Narodowego (2003, 2006)
- Stypendium Samorządu Województwa Pomorskiego (2006)
- Nagroda im. Katarzyny Kobro (2014)[5][6]
- nagroda (wspólnie z Anną-Marią Karczmarską) na X Międzynarodowym Festiwalu Teatralnym „Boska Komedia” w Krakowie -  za najlepszą scenografię i kostiumy do Hymnu do miłości (2017)[7]
- Nagroda jury XVIII Festiwalu Prapremier w Bydgoszczy dla twórców (scenograf) spektaklu Trump i pole kukurydzy z Teatru Polskiego im. Hieronima Konieczki w Bydgoszczy (2019)[8]

Źródło:.